# Elisa Branco
Elisa Branco Batista (Barretos, 29 december 1912 - São Paulo, 8 juni 2001) was een Braziliaans communiste en vredesactiviste.  

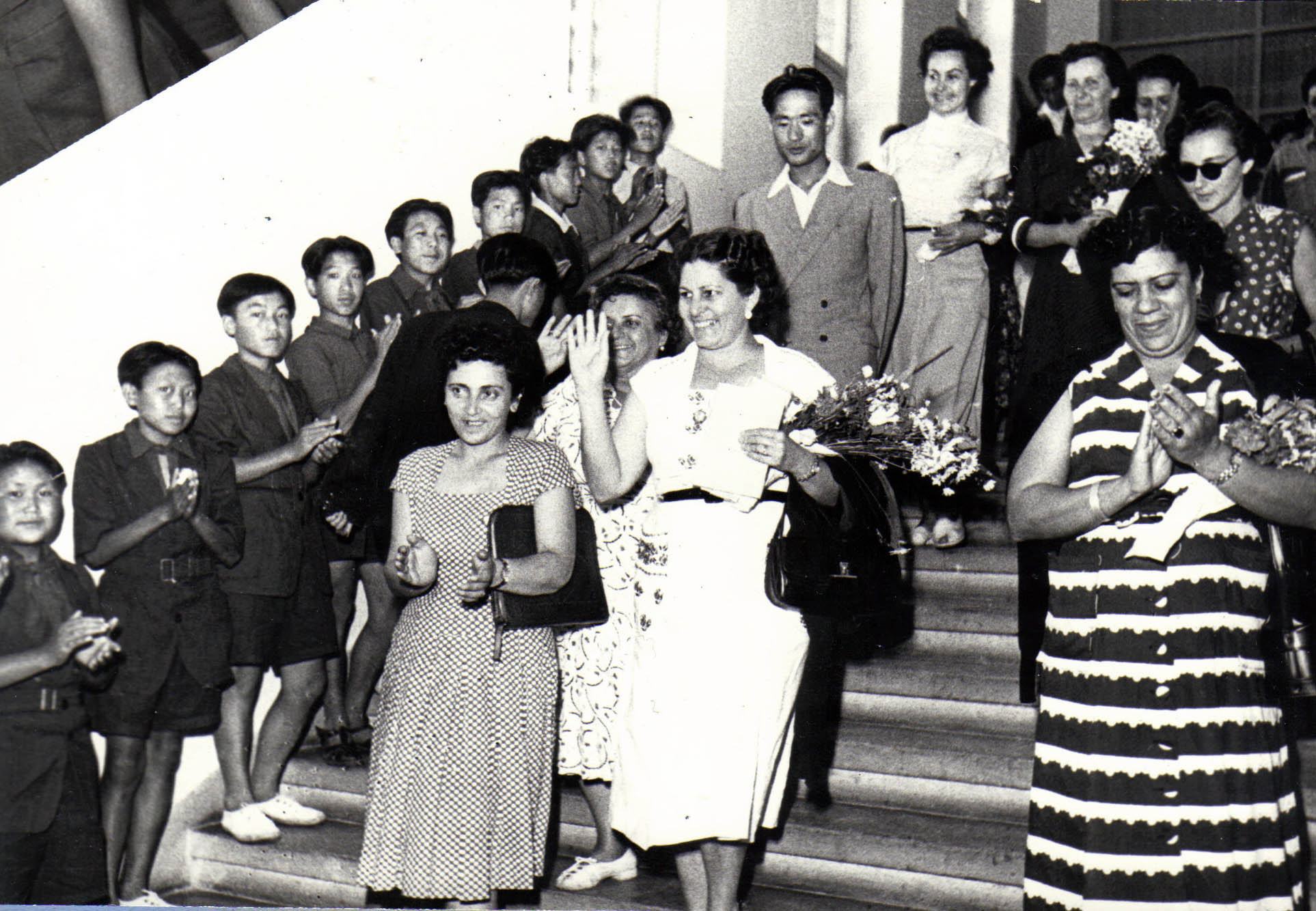
Elisa Branco heeft zojuist de Stalin Vredesprijs ontvangen

Zij bewonderde de communistische leider Luís Carlos Prestes en sloot zich aan bij de PCB. Zij was actief in de vrouwenbond en de vredesbeweging.
Zij was ook actief in de vakbeweging. In 1948 werd zij gearresteerd tijdens het eerste Congres van de werknemers in de textielsector van de Braziliaanse deelstaat São Paulo.
Op 7 september 1950, ze werkte in die tijd als naaister, protesteerde zij tegen deelname van Braziliaanse troepen aan de Koreaanse oorlog. In Vale do Anhangabaú ontvouwde ze op de Braziliaanse Dag van de Onafhankelijkheid een banier met de woorden "onze kinderen zullen niet als soldaten naar Korea gaan". Als gevolg hiervan werd zij door een militaire rechtbank veroordeeld tot 5 jaar gevangenisstraf. Na twintig maanden werd zij in hoger beroep vrijgesproken en kon ze de gevangenis weer verlaten.
In december 1952 werd Elisa Branco met de Internationale Stalinprijs voor het versterken van de vrede tussen de volkeren onderscheiden. Dat was opvallend, de pers besteedde veel aandacht aan de Braziliaanse naaister die bij de uitreiking tussen internationaal bekende schrijvers en politici stond.
In 1964 pleegde het Braziliaanse leger opnieuw een staatsgreep. Elisa Branco werd weer gearresteerd en, dit keer zonder aanklacht, opgesloten. Dat gebeurde in 1971 opnieuw.
In 2000 nam zij nog deel aan de oprichting van de Marxistisch-Leninistische Communistische Partij van Brazilië. Ze nam plaats in het bestuur.